# Baron Bingley
Baron Bingley war ein erblicher britischer Adelstitel, der zweimal in der Peerage of Great Britain und einmal in der Peerage of the United Kingdom verliehen wurde.

## Verleihungen
Erstmals wurde am 21. Juli 1713 in der Peerage of Great Britain der Titel Baron Bingley, of Bingley in the County of York, für den Schatzkanzler Robert Benson geschaffen. Der Titel erlosch, als er am 9. April 1731 ohne männliche Nachkommen starb.
Am 13. Mai 1762 wurde in der Peerage of Great Britain der Titel Baron Bingley, of Bingley in the County of York, für dessen Schwiegersohn, den Unterhausabgeordneten George Fox-Lane, neu geschaffen. Dessen einziger Sohn Hon. Robert Fox-Lane starb bereits vor ihm 1768, so dass der Titel bei Tod seinem Tod am 22. Februar 1773 erlosch.
In dritter Verleihung wurde der Titel Baron Bingley, of Bramham in the County of York, in der Peerage of the United Kingdom, am 24. Juli 1933 an den ehemaligen Bergbauminister George Lane-Fox verliehen. Dieser war ein Ur-urgroßneffe des Barons zweiter Verleihung. Er hatte vier Töchter, aber keine Söhne, so dass der Titel bei seinem Tod am 11. Dezember 1947 wiederum erlosch.

## Liste der Barone Bingley

### Barone Bingley, erste Verleihung (1713)
- Robert Benson, 1. Baron Bingley (um 1676–1731)

### Barons Bingley, zweite Verleihung (1763)
- George Fox-Lane, 1. Baron Bingley (um 1697–1773)

### Barons Bingley, dritte Verleihung (1933)
- George Lane-Fox, 1. Baron Bingley (1870–1947)